# Crespí (Oristà)
Crespí és una masia d'Oristà (Lluçanès) inclosa a l'Inventari del Patrimoni Arquitectònic de Catalunya.

## Descripció
Edifici de planta rectangular format per planta baixa, pis i golfes, amb coberta a dos vessants amb el carener paral·lel a la façana principal.
Construcció de pedres irregulars i morter, i pedres tallades a les obertures. Portal dovellat de grans dimensions centrat a la façana principal.
A la part del darrere de la casa es conserva una tina per a magatzem d'aigua. A l'interior de la casa, parcialment modernitzat, s'hi conserva l'oratori dedicat al cor de Maria.

## Història
El nom de Pere Crespí apareix relacionat en una llista de noms de persones que es conserv a l'Arxiu de la Corona d'Aragó i que correspon al fogatge fet a Oristà el 6 d'octubre de 1553.